# Плюсский сельсовет
Плюсский сельсовет — административная единица на территории Браславского района Витебской области Белоруссии. Административный центр — агрогородок Плюсы.

## Состав
Плюсский сельсовет включает 83 населённых пункта:
- Адамишки — деревня
- Алехны — деревня
- Антоненки — деревня
- Апанасишки 1 — деревня
- Апанасишки 2 — деревня
- Бабашки — деревня
- Большое Абабье — деревня
- Боровикишки — хутор
- Боруны — деревня
- Брилевщина — хутор
- Буловишки — деревня
- Быстромовцы — деревня
- Василькишки-1 — хутор
- Василькишки 3 — хутор
- Василькишки 5 — хутор
- Волосо — деревня
- Глинишки — хутор
- Горовые — хутор
- Даньки — деревня
- Дергово — хутор
- Дубино — деревня
- Дудали — деревня
- Думаришки 1 — хутор
- Думаришки 2 — хутор
- Думаришки 3 — хутор
- Думаришки 5 — хутор
- Думаришки 6 — хутор
- Дундеры — деревня
- Еленцы — деревня
- Заборье — деревня
- Закаменка — деревня
- Заплющино — хутор
- Заснудье — деревня
- Илалы — деревня
- Кабоши — деревня
- Каменка — деревня
- Кезики — деревня
- Кирколье — деревня
- Ковалишки — хутор
- Колонишки — деревня
- Кореники — деревня
- Кочерги — деревня
- Красногорка — деревня
- Кривосельцы — деревня
- Лакино — деревня
- Лапино — деревня
- Леошки — деревня
- Лукши — деревня
- Маранишки — деревня
- Мартинишки — деревня
- Матюлишки — деревня
- Мостище 1 — деревня
- Мостище 3 — хутор
- Нарейкишки — хутор
- Неверишки — хутор
- Неверово — хутор
- Пепелишки 1 — хутор
- Пепелишки 2 — хутор
- Пиртани — деревня
- Плитники — хутор
- Плюсы — агрогородок
- Полепишки — хутор
- Поселок Абабье — деревня
- Поснудье — хутор
- Просвятишки — хутор
- Равгишки — хутор
- Рожки — деревня
- Свилеместье — хутор
- Слонишки — хутор
- Спринды — деревня
- Стемпелишки — хутор
- Стринишки — деревня
- Трокели — деревня
- Тумашишки — деревня
- Чернишки — деревня
- Чижевники — деревня
- Шашкишки — деревня
- Шведы — деревня
- Шемели — деревня
- Штоковцы — деревня
- Юраны — деревня
- Якубянцы — деревня
- Ячменишки — деревня

Упразднённые населённые пункты на территории сельсовета: 
21 декабря 2007 года
- Вангишки — деревня
- Василькишки 6 — хутор
- Островиты — деревня
- Петкунишки — хутор
- Шакели-Боровые — хутор
- Шемельки — деревня

13 сентября 2011 года
- Деруки — деревня
- Думаришки 4 — хутор
- Думаришки 7 — хутор
- Мостище 2 — деревня
- Прохоровка — деревня
- Сомино — хутор